# Mikułowice (województwo łódzkie)
Mikułowice – wieś w Polsce położona w województwie łódzkim, w powiecie opoczyńskim, w gminie Mniszków.
| SIMC    | Nazwa    | Rodzaj    |
| ------- | -------- | --------- |
| 0546093 | Smugi    | część wsi |
| 0546101 | Stefanów | część wsi |

W latach 1975–1998 miejscowość administracyjnie należała do województwa piotrkowskiego.
Wierni Kościoła rzymskokatolickiego należą do parafii św. Andrzeja Apostoła w Wójcinie.